# Sankcje w prawie międzynarodowym
Sankcje w prawie międzynarodowym – negatywna reakcja społeczności międzynarodowej wobec państwa naruszającego normy prawa międzynarodowego. Zasadniczym kryterium klasyfikacji sankcji jest ich stopień zorganizowania. Według globalnej bazy danych dotyczących sankcji w latach 1950–2022 nałożono 1325 sankcji.

## Historia sankcji
W okresie wojen napoleońskich, które trwały w latach 1803–1815, miało miejsce jedno z najbardziej złożonych eksperymentów w zakresie embarga. Cesarz Francji, Napoleon I, ogłosił w 1806 roku tzw.  System Kontynentalny, mający na celu osłabienie gospodarcze Wielkiej Brytanii poprzez zakaz handlu jej towarami narodom europejskim. W praktyce Cesarstwo Francuskie nie było w stanie całkowicie egzekwować embarga, co w konsekwencji przyniosło szkody również narodom kontynentalnym, włączając w to Brytyjczyków. Do czasu Konwencji haskich z 1899 i 1907 r. dyplomaci i prawnicy regularnie dyskutowali o wykorzystaniu skoordynowanej presji ekonomicznej w celu egzekwowania prawa międzynarodowego. Ten pomysł został także uwzględniony w propozycjach reform międzynarodowych prawników z Ameryki Łacińskiej i Chin przed wybuchem I wojny światowej.
I Wojna Światowa i okres międzywojenny
Sankcje w postaci blokad były widoczne podczas I wojny światowej. Po zakończeniu tego konfliktu, debaty na temat wprowadzenia sankcji poprzez organizacje międzynarodowe, takie jak Liga Narodów, nabrały szczególnego znaczenia. Przywódcy zaczęli postrzegać sankcje jako realną alternatywę dla prowadzenia wojen.
Porozumienie Ligi przewidywało możliwość stosowania sankcji w pięciu przypadkach:
1.     Kiedy naruszony zostaje artykuł 10 Porozumienia Ligi
2.     W przypadku wojny lub groźby wojny (artykuł 11)
3.     Gdy członek Ligi nie zapłaci wyroku arbitrażowego (artykuł 12)
4.     Gdy członek Ligi rozpoczyna działania wojenne bez przedstawienia sporu Radzie Ligi lub Zgromadzeniu Ligi (artykuł 12–15)
5.     Kiedy osoba, która nie jest członkiem Ligi, rozpoczyna działania wojenne przeciwko członkowi Ligi (artykuł 17)
Kryzys abisyński w 1935 r. spowodował nałożenie sankcji przez Ligę Narodów na Włochy pod rządami Mussoliniego na mocy art. 16 Paktu. Niemniej jednak dostawy ropy naftowej nie zostały zatrzymane, ani nie zamknięto Kanału Sueskiego dla Włoch, a ich podbój kontynuowano. Sankcje zostały zniesione w 1936 roku, a Włochy opuściły Ligę w 1937 roku.
W okresie poprzedzającym japoński atak na Pearl Harbor w 1941 roku Stany Zjednoczone nałożyły na Japonię surowe ograniczenia handlowe, aby zniechęcić ją do dalszych podbojów w Azji Wschodniej.
Od czasów II Wojny Światowej
Po II wojnie światowej Liga Narodów została w 1945 roku zastąpiona przez bardziej ekspansywną Organizację Narodów Zjednoczonych (ONZ). W trakcie całego okresu zimnej wojny stosowanie sankcji stopniowo wzrastało. Po zakończeniu zimnej wojny nastąpiło znaczne zwiększenie sankcji gospodarczych.

## Sankcje zorganizowane
Sankcje zorganizowane są wyraźnie przewidziane w zawieranych umowach międzynarodowych. Stosuje się je w razie niewywiązywania się stron umów z podjętych zobowiązań. Wyróżnia się:
- sankcje organizacyjne – dotyczą dalszego uczestnictwa państwa we współpracy międzynarodowej. Sankcje te przyjmują postać ostrzeżenia, wezwania do przestrzegania zobowiązań, zawieszenia lub wykluczenia[15];
- sankcje korygujące – służą zniwelowaniu bądź likwidacji skutków naruszenia danego postanowienia. Obejmują m.in. nałożenie kary lub wycofanie pomocy[15];
- środki przymusu bezpośredniego – grupa sankcji stosowana wobec państw naruszających normy zakazujące uciekania się do groźby lub użycia siły, popełniania przestępstw lub zbrodni międzynarodowych. Po raz pierwszy przewidziano je w Pakcie Ligi Narodów[15]. Obecnie możliwość ich stosowania zakłada Karta Narodów Zjednoczonych – podporządkowuje ona system sankcji Radzie Bezpieczeństwa[16].

## Sankcje niezorganizowane
Sankcje niezorganizowane nie są przewidziane umowami międzynarodowymi, jednak strony liczą się z ich występowaniem. Wyróżnia się:
- sankcje socjologiczne (psychologiczne) – rozumiane głównie jako reakcje opinii publicznej;
- środki odwetowe:
  - retorsje,
  - represalia.

## Kontrowersje
W nauce prawa międzynarodowego istnieją spory dotyczące kwestii wpływu sankcji na stosunki wewnątrz społeczności międzynarodowej. Część szkół wręcz podważało samo istnienie sankcji w prawie międzynarodowym. Do najbardziej znanych negatorów zalicza się m.in. G.W.F. Hegla oraz J. Austina.

## Krytyka sankcji
Sankcje są krytykowane ze względów humanitarnych, ponieważ mają negatywny wpływ na gospodarkę kraju i mogą powodować dodatkowe szkody dla zwykłych obywateli. Peksen sugeruje, że sankcje mogą zdegenerować prawa człowieka w kraju docelowym, niektórzy analitycy polityczni uważają, że nakładanie ograniczeń handlowych służy jedynie krzywdzeniu zwykłych ludzi w przeciwieństwie do elit rządowych, a inni porównują tę praktykę do wojny oblężniczej. Rada Bezpieczeństwa Organizacji Narodów Zjednoczonych (UNSC) generalnie powstrzymywała się od nakładania kompleksowych sankcji od połowy lat 90-tych, częściowo z powodu kontrowersji dotyczących skuteczności i szkód cywilnych przypisywanych sankcjom przeciwko Irakowi.
Inteligentne sankcje
Jedną z najpopularniejszych propozycji rozwiązania problemów humanitarnych spowodowanych sankcjami jest koncepcja „inteligentnych sankcji”, która była przedmiotem wielu badań i jest również znana jako „ukierunkowane sankcje”. Termin „inteligentne sankcje” odnosi się do środków, takich jak zamrożenie aktywów, zakazy podróżowania i embarga na broń, które mają za zadanie wywarcie wpływu na odpowiedzialne osoby, takie jak przywódcy polityczni i elity, w celu uniknięcia rozległych szkód ubocznych dla niewinnych cywilów i sąsiednich państw.
Choć koncepcja ta wzbudziła entuzjazm, od 2016 r. Konsorcjum ds. Sankcji Ukierunkowanych (TSC) stwierdziło, że ukierunkowane sankcje skutkują jedynie osiągnięciem celów politycznych w 22% przypadków.